# Bonjeania webbi
Bonjeania webbi är en tvåvingeart som beskrevs av Shaun L. Winterton 2007. Bonjeania webbi ingår i släktet Bonjeania och familjen stilettflugor. Inga underarter finns listade.